# Neuvy-en-Beauce
Neuvy-en-Beauce  is een plaats en voormalige gemeente in het Franse departement Eure-et-Loir in de regio Centre-Val de Loire en telde op 1 januari 2022 218 inwoners.  De plaats maakt deel uit van het arrondissement Chartres.

## Geschiedenis
Neuvy-en-Beauce is op 1 januari 2025 gefuseerd met de gemeenten Barmainville en Rouvray-Saint-Denis tot de gemeente Neuville Saint Denis.

## Geografie
De oppervlakte van Neuvy-en-Beauce bedraagt 16,4 km², de bevolkingsdichtheid is 10,5 inwoners per km².

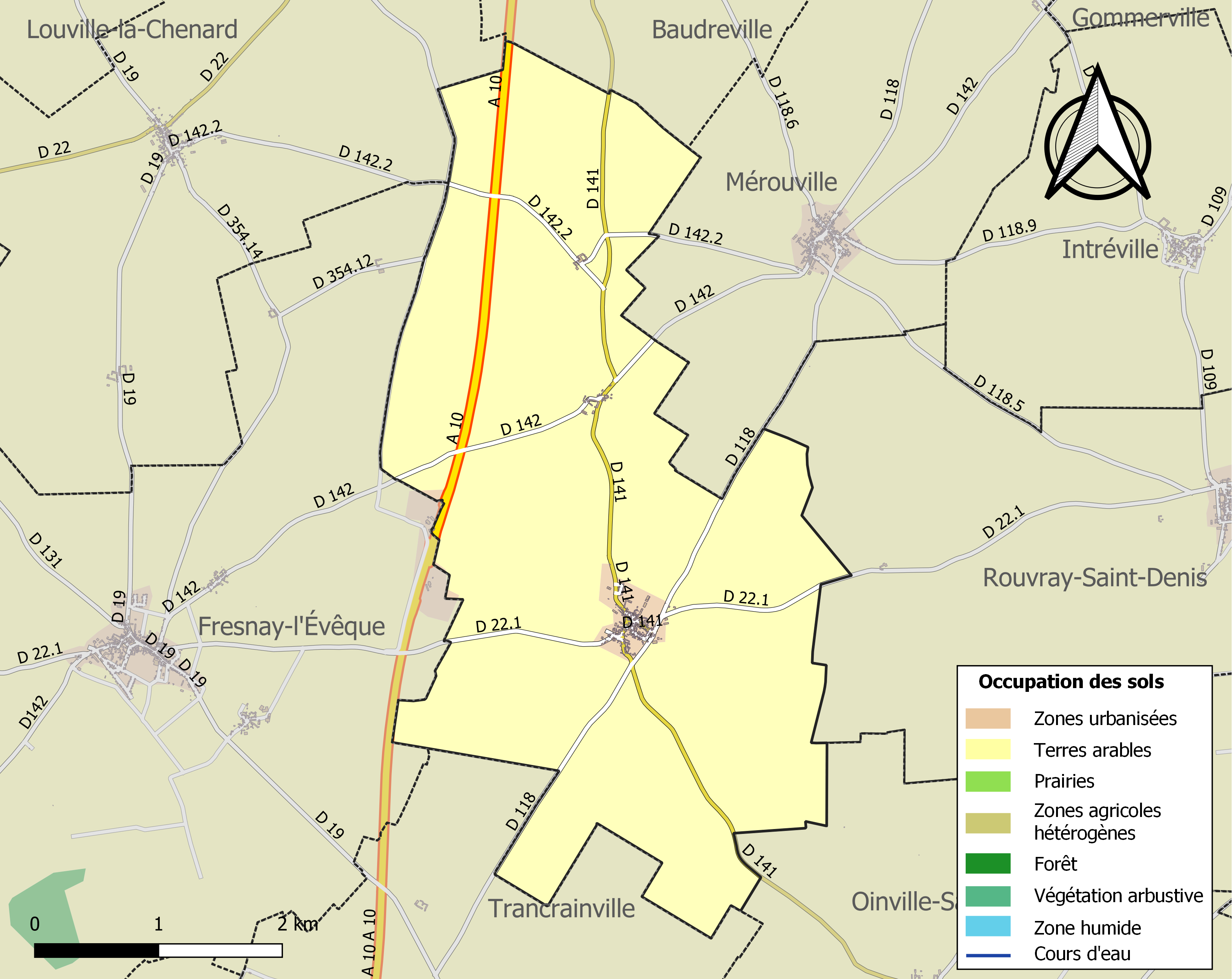
Kaart van de gemeente met de belangrijkste infrastructuur, bodemgebruik en omliggende gemeenten

## Demografie
Onderstaande figuur toont het verloop van het inwonertal (bron: INSEE-tellingen).